# Spirit (magazine)
Pour les articles homonymes, voir Spirit.
Spirit est un magazine inflight mensuel édité par la compagnie aérienne américaine Southwest Airlines pour être distribué gratuitement à bord de ses avions de ligne pendant leurs vols passagers.